# Coenonympha rhodopensis
Coenonympha rhodopensis är en fjärilsart som beskrevs av Henry John Elwes 1900. Coenonympha rhodopensis ingår i släktet Coenonympha och familjen praktfjärilar. Inga underarter finns listade i Catalogue of Life.